# Fusaea peruviana
Fusaea peruviana är en kirimojaväxtart som beskrevs av Robert Elias Fries. Fusaea peruviana ingår i släktet Fusaea och familjen kirimojaväxter. Inga underarter finns listade i Catalogue of Life.